# Salamouri
Le salamouri (en géorgien : სალამური) est un instrument de musique à vent géorgien (flûte géorgienne) répandu à l’est de la Géorgie, plus précisément dans les régions de Karthli, Kakhétie, Meskhétie, Touchétie, Pchavie, et Iméréthie, ainsi que dans l'ouest de la Géorgie. 

## Histoire
Des fouilles archéologiques ont permis de découvrir un salamouri en os à Mtskheta (fouilles de Samtavro, XVe au XIIe siècles av. J.-C.). Cette flûte aurait été fabriquée en os de cygne et mesure 19,9 cm de long, 1,1 cm de diamètre au niveau de la bouche et 1,8 cm au bout. Cette dernière a été trouvée dans la tombe d'un garçon de 14 ou 15 ans ; ce jeune berger a été enterré avec d'autres biens (armes, vaisselle en argile, vêtements, etc). Cette flûte est un tétracorde incontestable qui dépasse presque d'un millénaire les tétracordes grecs.

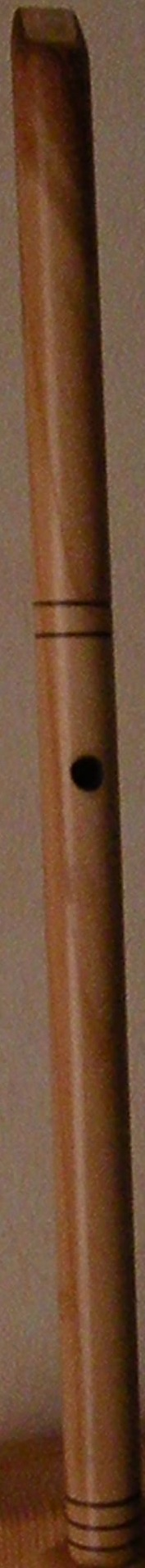
un salamuri de dos

## Deux types de salamouri
Jusqu’à nos jours, il existe deux types de salamouri, avec langue et sans langue, différents entre eux par leur forme, par la matière utilisée, la tonalité et leur diapason.

### Le salamouri sans langue
Il mesure de 380 à 400 mm de long, et possède sept ou huit trous sur la face supérieure. Le bec de la flûte est légèrement pointu si elle est en bois. Elle est comprise dans une seule octave et son diapason s’amplifie quand le souffle devient plus puissant. Elle est souvent fabriquée en bois d'abricotier. Elle est surtout répandue dans l'est de la Géorgie.

### Le salamouri avec langue
Il mesure de 230 à 260 mm de long, et possède de six à huit trous sur la face supérieure. Un trou se fait sur la face inférieure de la flûte entre le premier et le deuxième trou. Il est le plus souvent fabriqué en canne.
Le salamouri avec langue est plus petit mais aussi plus technique et a beaucoup plus de possibilités que la flûte sans langue.